# Clupisoma sinense
Clupisoma sinense är en fiskart som först beskrevs av Huang, 1981.  Clupisoma sinense ingår i släktet Clupisoma och familjen Schilbeidae. IUCN kategoriserar arten globalt som livskraftig. Inga underarter finns listade i Catalogue of Life.